# قائمة الأطباق الويلزية
ترتبط الأطباق الويلزية بشكل عام بالبساطة. يُعتقد أن الطبخ الويلزي يشبه المطبخ الإنجليزي من حيث الأسلوب. هناك عدد قليل من السجلات المكتوبة للأطعمة الويلزية، وبدلاً من ذلك تم حفظ الوصفات داخل العائلات وتم نقلها شفهياً بين نساء الأسرة. أولئك الذين يتمتعون بالمهارات والميل لكتابة الوصفات الويلزية، والطبقات العليا، يتوافقون مع الأساليب الإنجليزية، وبالتالي لن يديروا منازلهم بالمطبخ الويلزي التقليدي. على الرغم من تسجيلها بشكل سيئ، إلا أن الطبخ التقليدي في ويلز موجود. تجد جذورها في الوجبات اليومية للفلاحين، على عكس الثقافات الأخرى حيث تبدأ الوجبات في مطابخ طبقة النبلاء ويمكن تكييفها مع الأطباق الأكثر فقراً.

## أطباق ويلزية
| الاسم                     | صورة الطبق | الوصف |
| ------------------------- | ---------- | --- |
| بارا بريث                 |            | بارا بريث هو رغيف فواكه مصدره ريف ويلز، حيث استخدموا الهاون والمدقة لطحن التوابل الحلوة الطازجة. تاريخيا كان يصنع من الخميرة والزبدة، على الرغم من أنه من المحتمل أن يتم تصنيعه مؤخرًا من بيكربونات الصودا والسمن. الفاكهة المتضمنة ستكون الزبيب المجفف، الكشمش، الكشمش والقشر المسكر، والتي يمكن نقعها في الشاي البارد قبل الطهي. يتم تقديمه بشكل عام إلى شرائح مع الزبدة أثناء تناول شاي الظهيرة، وغالبًا ما يُعرف باسم خبز الشاي الويلزي. يترجم بارا بريث إلى "خبز مبقع"، ولكنه يُعرف أيضًا باسم تيزن دورث في جنوب ويلز، أو باسم تورتا نيجرا عندما أحضره المستوطنون الويلزيون إلى الأرجنتين. |
| كاول                      |            | كاول، يُنطق بـ "الطربوش"، يمكن اعتباره طبق ويلز الوطني. يعود تاريخه إلى القرن الحادي عشر، كان في الأصل مرقًا بسيطًا من اللحم (على الأرجح لحم الخنزير المقدد) والخضروات، ويمكن طهيه ببطء على مدار اليوم بينما كانت الأسرة تعمل في الحقول. يمكن تحضيره على مراحل، على مدى عدة أيام، أولاً عن طريق عمل مرق اللحم، ثم بإضافة الخضار في اليوم التالي. بمجرد طهيها، يمكن تقشير الدهن من أعلى القدر، ثم يتم تقديمه كطبقين منفصلين، أولاً كحساء، ثم يخنة. يمكن إضافة الخضار الطازجة إلى بقايا الطعام، أحيانًا على مدار أسابيع. خلال القرنين الثامن عشر والتاسع عشر، كانت كمية اللحوم المستخدمة في المرق قليلة جدًا، وبدلاً من ذلك كانت مليئة بالبطاطس. اليوم، من المرجح أن يشمل اللحم البقري أو الضأن للحوم، ويمكن تقديمه مع زلابية الشوفان العادي أو الزلابية الكشمش المعروفة باسم عربات. تقليديا، كان الجرس يؤكل "بملعقة خشبية منحوتة بشكل خاص" ويؤكل من وعاء خشبي. |
| كوكلس                     |            | تحظى بشعبية كبيرة في ويلز وتقدم بطرق متنوعة على الرغم من أنها عادة ما تكون على البخار. |
| كريمبوج                   |            | - فطيرة سميكة مع اللبن والشوفان والفواكه المجففة. - أشكال مختلفة: منتدى كريمبوج (مع الخميرة)، كريمبوج ون (مع الدقيق المكرر) أو كريمبوج (دقيق الشوفان) - الخبز المصنوع على "الطائرة"؛ المعروف أيضًا باسم الليتش |
| فاجوت                     |            | كرات اللحم الويلزية المصنوعة من لحم الضأن أو كبد الخنزير والبصل وملف الحبوب |
| سجق جلامورجان             |            | سجق جلامورجان هو سجق ويلزي نباتي. لا يحتوي على لحم أو جلد، وبدلاً من ذلك يصنع من الجبن، بشكل عام كيرفيلي، ولكن أحيانًا شيدر، إلى جانب الكراث أو البصل الأخضر. ثم يتم تغليف هذا الخليط في فتات الخبز ولفه على شكل سجق قبل الطهي. |
| لافربريد                  |            | لافربريد، أو بارا لور، هو تخصص ويلزي. يتم صنعه عن طريق طهي الأعشاب البحرية البورفيرا ببطء على مدار فترة تصل إلى عشر ساعات حتى يصبح هريسًا يعرف باسم المرحضة. يمكن أيضًا طهي الأعشاب البحرية مع دقيق الشوفان لصنع خبز اللافربيد. يمكن تقديمه مع لحم الخنزير المقدد والكوكل كطبق إفطار، أو مقلي إلى فطائر صغيرة. اليوم، يتم إنتاج اللافربريد تجاريًا عن طريق الغسيل بالماء والطهي لمدة 5 ساعات تقريبًا قبل التقطيع والتمليح والتعبئة. |
| شوربة الكراث              |            | (الويلزية: شوربة الكراث أو شوربة الجدة ("حساء الجدة")). |
| لوبلاوس                   |            | حساء مشهور في هوليهيد وأنجلسي. - منحرف كول - يستخدم بقايا الطعام |
| حساء                      |            | - بدأت كخضروات وحبوب في وعاء الماء. تغير الزمن في العصور الوسطى إلى البعض المصنوع بالكامل من الحبوب (أي العصيدة). الكراث والبصل المستخدم في النكهة |
| لحم ضأن مشوي مع صوص لافير |            | |
| فطيرة الراعي              |            | نوع من فطيرة لحم الضأن المصنوع من البطاطس المهروسة، غالبًا ما يرتبط بويلز. |
| تاتوس بوم مونود           |            | (بالإنجليزية: خمس دقائق بطاطس)، يخنة ويلزية تقليدية، تُصنع من البطاطس والخضروات ولحم الخنزير المقدد، وتُطهى فوق الموقد. |
| بطاطس بالفرن              |            | (إنجليزي: بطاطس بالفرن)، طاجن ويلزي تقليدي، مصنوع من البطاطس والخضروات ووصلة من اللحم، ويطهى في فرن. |
| كعك البطاطس               |            | (بالإنجليزية: Potato Cakes)، هو طبق بطاطس يقدم كمرافق - وليس طبقًا رئيسيًا في حد ذاته. |
| كعك ويلزي                 |            | الكعك الويلزي، أو الكعك الويلزي الذي يعني "كعكات على الحجر"، عبارة عن كعكات دائرية صغيرة متبلة، يتم طهيها تقليديًا على الخبز، ولكن مؤخرًا يتم طهيها على صينية. بمجرد طهيها، يمكن تناولها ساخنة أو باردة، إما بمفردها أو مغطاة بالسكر أو الزبدة. العجين الممزوج بالزبيب والزبيب والكشمش في بعض الأحيان، يشبه كعك البسكويت، مما يعني أن قوام البسكويت عند طهيه في صينية الخبز يشبه إلى حد ما كعكة عند طهيه في الفرن. |
| ريربيت الويلزية           |            | ريربيت الويلزية، الجبن المذاب المتبل سكب على الخبز المحمص. يجب أن يكون الجبن أكثر صلابة، مثل الشيدر أو ما شابه ذلك. يشار إلى الأرنب الويلزي في وقت مبكر من عام 1725، الاسم ليس مشابهًا لمصطلح الجبن الويلزي المخبوز. |